# Emilio Betti
Emilio Betti (Camerino, 20 de agosto de 1890 - Camerino, 11 de agosto de 1968) fue un jurista italiano, estudioso de derecho romano, filósofo y teólogo. Así como uno de los teóricos más eminentes de la hermenéutica contemporánea.

## Biografía
Hermano mayor del juez, poeta y dramaturgo Ugo Betti, se graduó a los 21 años en Derecho en la Universidad de Parma y a los 23 años en literatura clásica en la Universidad de Bolonia (con una tesis sobre la Crisis de la República y el génesis del principado en Roma).
Enseñó Literatura durante un año en el Liceo clássico de Camerino y en 1915 gana el concurso de enseñanza gratuita en la Universidad de Parma. Pasó largos períodos de estudio en el extranjero, gracias a varias becas, en las universidades europeas más prestigiosas (Marburgo, Friburgo y otras).
En 1917 se convirtió en profesor titular en la Universidad de Camerino. Más tarde enseñó derecho en la Universidad de Macerata (1918-1922), Pavía (1920), Mesina (1922-1925, donde tuvo a Giorgio La Pira y Tullio Segrè entre sus estudiantes), Parma (1925 - 1926), Florencia (1925-1927), Milán (1928-1947) Roma (1947-1960).
Como profesor de Gastprofesa y profesor visitante, impartió cursos en las universidades de Johann Wolfgang Goethe, Bonn, Gießen, Colonia, Marburgo, Hamburgo, El Cairo, Alejandría, Porto Alegre, Caracas. Betti fue uno de los juristas italianos más importantes de todos los tiempos y fue uno de los principales arquitectos del código civil italiano de 1942 aún vigente. Posicionado fuera de la década de 1960, emérito desde 1965, está llamado a enseñar jus romanum a la Pontificia Universidad Lateranense .
En el curso de su actividad académica ha cubierto todas las ramas del derecho, en particular el derecho romano, civil, comercial y procesal. En 1955 fundó el Instituto de Teoría de la Interpretación en las Universidades de Roma y Camerino. Fue miembro correspondiente de la Academia Nacional de los Linces y doctor honorario de las universidades de Marburgo, Porto Alegre y Caracas.
Debido a su apoyo intelectual al fascismo desde 1919, fue arrestado en 1944 en Camerino y encarcelado durante aproximadamente un mes por el CLN. En agosto de 1945 fue suspendido de la enseñanza y sometido a un juicio de purga. El procedimiento lo liberó de todos los cargos.

## Producción científica
Sin embargo, sus elecciones políticas no comprometieron el valor y la importancia de sus obras. Sus principales obras son: Teoría general del negocio jurídico , La Teoría General de las Obligaciones , la teoría general de interpretación.
Desde 1939 fue miembro de la comisión ministerial que redactó el Código Civil Italiano de 1942. La influencia de Betti fue decisiva en la solución, adoptada por el ministro de Justicia Dino Grandi, del abandono del proyecto ítalo-francés de obligaciones y contratos de 1927, que en las intenciones originales del plan para la nueva codificación debería haber constituido el cuarto libro actual del código civil.

### Obras
Sus obras suman más de 300, incluyendo:
- Sobre la oposición del exceptio sobre el actio y sobre la competencia entre ellos (1913).
- La vindicatio romana primitiva y su desarrollo histórico en el derecho privado y en el proceso (1915).
- La antítesis histórica entre juez (pronuntiatio) y damnare (condenación) en el desarrollo del proceso romano (1915).
- Estudios sobre la litis aestimatio del proceso civil romano : I Pavía (1915), III (Camerino, 1919).
- Sobre el valor dogmático de la categoría contahere en juristas proculios y sabinos (1916).
- La restauración de la república y su resultado (Contribución al estudio de la crisis de la constitución republicana en Roma) (1916).
- La estructura de la obligación romana y el problema de su génesis (1919).
- El concepto de obligación construido desde el punto de vista de la acción (1920).
- Tratado sobre los límites subjetivos de lo que se juzga en el derecho romano (1922).
- La tradición del derecho clásico romano y justiniano (1924 - 25).
- Ejercicios romanos casos prácticos: la anormalidad del negocio jurídico (1930).
- Derecho romano: parte general (1935).
- Derecho procesal civil italiano (II ed. 1936)
- Teoría general de las transacciones legales (1943).
- Interpretación de la ley y los actos jurídicos: teoría general y dogmática (1949).
- Para el fundamento de una teoría general de la interpretación. (1954).
- Teoría general de las obligaciones (1953-1955).
- Teoría general de la interpretación (1955).
- Teoría de las obligaciones en el derecho romano (1956).
- Die Hermeneutik als allgemeine Methodik der Geisteswissenschaften (1962) - trad. es. La hermenéutica como método general de las ciencias del espíritu, Città Nuova, Roma, 1987
- Actualidad de una teoría general de la interpretación (1967)
- La crisis de la república y la génesis del principado en Roma (tesis de grado de 1913, publicada póstumamente en 1982, editada por G. Crifò).